# Burg Heidenkeller
Die Burg Heidenkeller ist eine abgegangene Höhenburganlage auf 354 m ü. NHN an der Südseite des Münstertals beim Ortsteil Münchweier der Stadt Ettenheim im baden-württembergischen Ortenaukreis.
Die Burg Heidenkeller ist, wie auch die Gisenburg, vermutlich der Überrest einer vorchristlichen keltischen Fliehburg und weist auf die frühe Besiedelung des Münstertals hin. Ihr Areal umfasste eine Fläche von etwa 75 mal 35 Metern, welche nahezu vollständig von einem Wall umgeben war. Im Süden befand sich ein mittlerweile weitgehend verfüllter Halsgraben. Ein Keramikfund wurde auf die Hallstattzeit datiert.

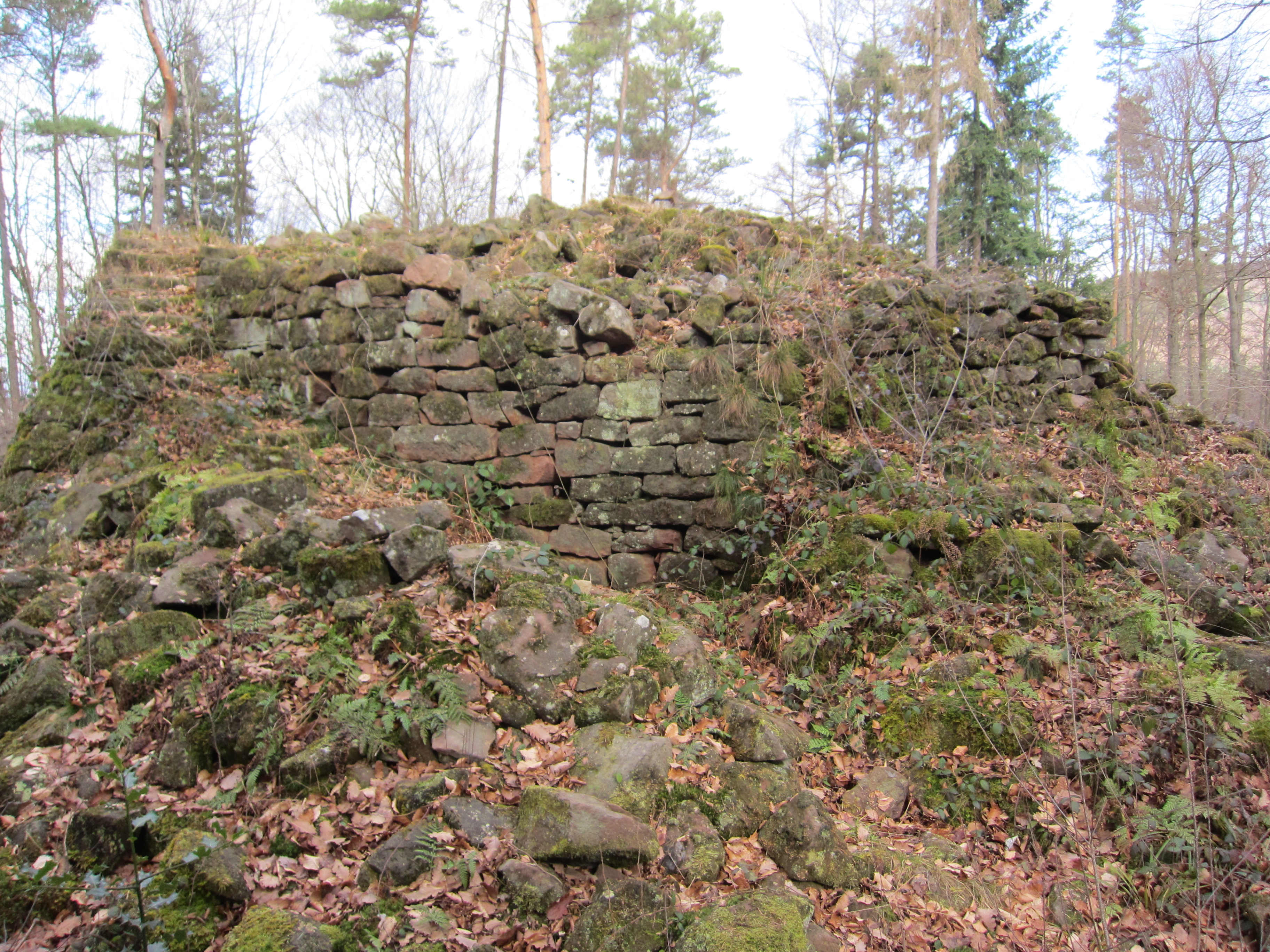
Steinpyramide von 1815/16

Die Steine der Burg Heidenkeller wurden Anfang des 19. Jahrhunderts zur Errichtung einer achteckigen „Stein-Aussichts-Pyramide“ mit Treppe verwendet, um den Blick in die Rheinebene möglich zu machen.